# Kola (město)
Kola (rusky Кола) je okresní město Kolského okresu v Murmanské oblasti v Ruské federaci. Žije zde 8 933 obyvatel (2023).

## Poloha
Město leží v severní části poloostrova Kola při ústí Tulomy a Koly do Kolského zálivu Barentsova moře.
Od Murmansku, správní střediska celé oblasti, je Kola vzdálena přibližně dvanáct kilometr na jih a je vůči němu v roli satelitního města.

### Doprava
Přes město vede Murmanská železniční magistrála z Petrohradu, z které v Kole navíc odbočují vedlejší tratě do Pečengy a do Nikelu.
Dálnice M18 z Petrohradu do Severomorsku míjí Kolu východně.

## Dějiny
První zmínka o Kole je z roku 1264, kdy se jednalo o pomorské sídlo. V sovětských encyklopediích se toto datum zdůrazňovalo jako datum založení, ale tehdy se jednalo spíše o tranzitní místo pro pomorské rybáře, jako dočasná zastávka v případě bouřky nebo dočasné úložiště ryb, pokud byl úlovek velmi velký a nevešel se již na loď. V postsovětské době se ruští vědci přiklánějí k roku 1517 jako ke skutečnému datu založení osady, stálého Kolského ostrohu.
Od patnáctého do sedmnáctého století byla Kola jedním z výchozích bodů pro cesty na Špicberky a na Novou zemi. Kola obchodovala s Holanďany, Švédy a Nory. V roce 1565 byly v Kole tři domy a tři rodiny, v roce 1573 již zde bylo 33 domů. Na přelomu 16. a 17. století byla Kola silně opevněnou a také jedinou pevností v Arktidě. V polovině 17. století byla osada již střežena posádkou 500 vojáků. Od druhé poloviny 17. století byli do Koly vyhošťováni lidé, kteří byli proti carské vládě.

### Vývoj počtu obyvatel
| Rok  | Počet obyvatel |
| ---- | -------------- |
| 1897 | 615            |
| 1926 | 614            |
| 1939 | 8385           |
| 1959 | 12 273         |
| 1970 | 12 085         |
| 1979 | 13 301         |
| 1989 | 16 541         |
| 2002 | 11 060         |
| 2010 | 10 437         |

Zdroj: Sčítání lidu

## Partnerská města
- Hammerfest, Norsko
- Inari, Finsko
- Sodankylä, Finsko